# 36-та паралель південної широти
36-та паралель південної широти — лінія широти, що лежить на 36 градусів південніше земної екваторіальної площини. Вона проходить через Атлантичний океан, Індійський океан, Австралазію, Тихий океан та Південну Америку.

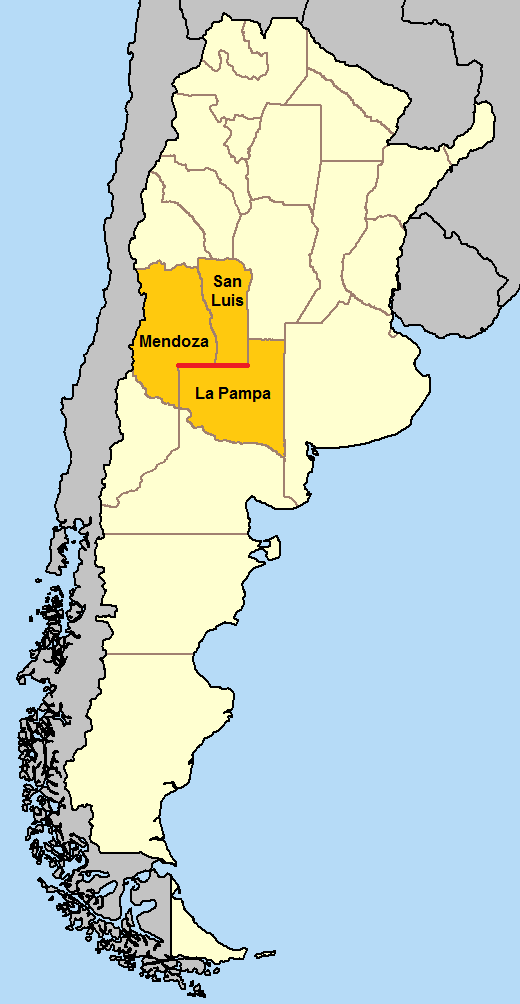
В Аргентині 36-та паралель є межею між провінціями Мендоса та Ла-Пампа, а також межею між провінціями Сан-Луїс та Ла-Пампа

В Аргентині паралель є межею між провінціями Мендоса та Ла-Пампа, а також межею між провінціями Сан-Луїс та Ла-Пампа.

## Список географічних об'єктів, що перетинає 36° пд. ш.
Починаючи з Гринвіцького меридіану та рухаючись на схід, 36-та паралель південної широти проходить через:
| Координати                                                   | Країна, територія або море | Примітки |
| ------------------------------------------------------------ | -------------------------- | --- |
| 36°0′ пд. ш. 0°0′ сх. д. / 36.000° пд. ш. 0.000° сх. д.      | Атлантичний океан          | |
| 36°0′ пд. ш. 20°0′ сх. д. / 36.000° пд. ш. 20.000° сх. д.    | Індійський океан           | |
| 36°0′ пд. ш. 136°41′ сх. д. / 36.000° пд. ш. 136.683° сх. д. | Австралія                  | Південна Австралія – проходить через острів Кенгуру                                                                       |
| 36°0′ пд. ш. 137°36′ сх. д. / 36.000° пд. ш. 137.600° сх. д. | Індійський океан           | Затока Д'Естрес[en] Протока Бекстрейрс[en] Затока Енкауентер[en]                                                          |
| 36°0′ пд. ш. 139°28′ сх. д. / 36.000° пд. ш. 139.467° сх. д. | Австралія                  | |
| 36°0′ пд. ш. 150°9′ сх. д. / 36.000° пд. ш. 150.150° сх. д.  | Тасманове море             | |
| 36°0′ пд. ш. 173°47′ сх. д. / 36.000° пд. ш. 173.783° сх. д. | Нова Зеландія              | Проходить через Північний острів                                                                                          |
| 36°0′ пд. ш. 174°29′ сх. д. / 36.000° пд. ш. 174.483° сх. д. | Тихий океан                | Проходить південніше островів Хен-енд-Чікенс[en], Нова Зеландія Проходить північніше острова Грейт-Барр'єр, Нова Зеландія |
| 36°0′ пд. ш. 72°47′ зх. д. / 36.000° пд. ш. 72.783° зх. д.   | Чилі                       | Мауле |
| 36°0′ пд. ш. 70°24′ зх. д. / 36.000° пд. ш. 70.400° зх. д.   | Аргентина                  | Є межею між провінціями Мендоса і Ла-Пампа та між провінціями Сан-Луїс і Ла-Пампа                                         |
| 36°0′ пд. ш. 57°21′ зх. д. / 36.000° пд. ш. 57.350° зх. д.   | Атлантичний океан          | |